# Lauren Alaina

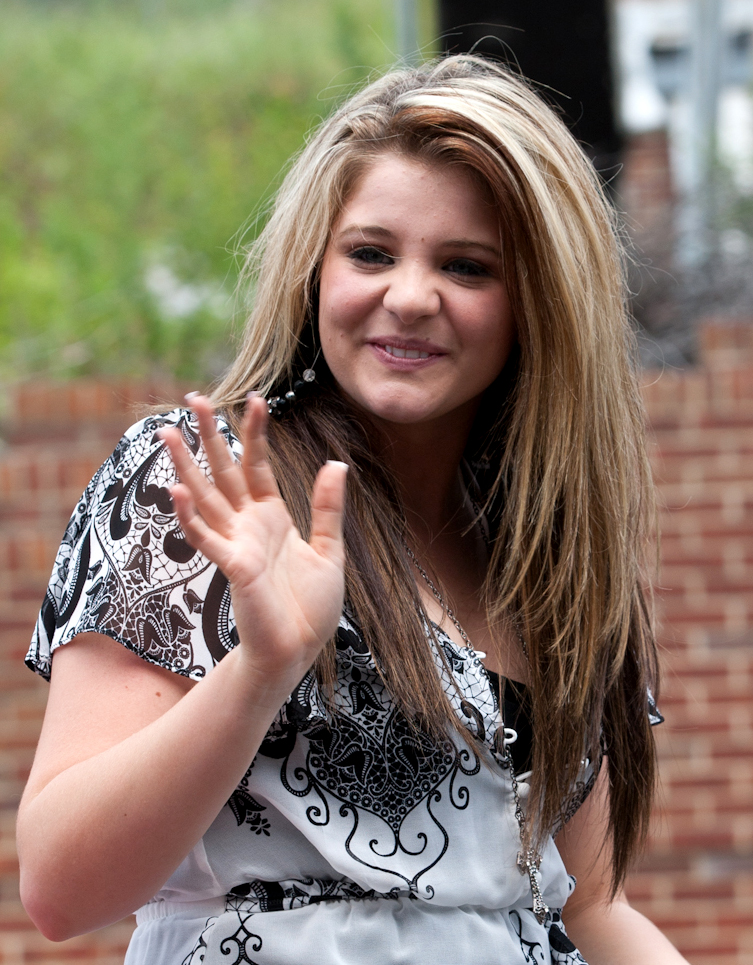
Lauren Alaina 2011.

Lauren Alaina Kristine Suddeth, född 8 november 1994 i Rossville, Georgia, är en amerikansk sångare. Hon kom på andra plats i American Idol 2011 efter vinnaren Scotty McCreery.